# Jo Eshuijs
Johannes Theodorus Hendrikus Jacobus (Jo) Eshuijs (Batoe Bara, 6 februari 1885 – Rotterdam, 24 november 1979) was een Nederlands voetballer.
Hij was zoon van Adrianus Eshuijs (1856-1907) en Johanna Theodora Hafkenscheid (1859-1888).
Volgens gegevens van het Rotterdamse bevolkingsregister kwam hij rond 1892 samen met zijn zus Maria Carolina Albertina in Rotterdam te wonen, de stad waar zijn vader was geboren.
Eshuijs speelde voor voetbalclub Sparta Rotterdam in de tijd van Cas Ruffelse, midden jaren nul van de 20e eeuw. Eshuijs was enige tijd aanvoerder van het elftal dat nog speelde op het Schuttersveld en Prinsenlaan. Zijn naam dook nog in 1958 op toen aandacht werd besteed aan de 70-jarige Cas Ruffelse. In het seizoen 1908-1909 werd Sparta met hem kampioen, maar het kampioensfeest moet hij door ziekte afzeggen. Hierna beëindigde hij zijn loopbaan en kwam nog wel uit voor het veteranenteam van Sparta.
Eshuijs speelde één wedstrijd voor het Nederlands voetbalelftal, die plaats vond op het Schuttersveld op 13 mei 1906; het was een wedstrijd om de Nieuwsbladbeker tegen België. Nederland had de wedstrijd in Antwerpen verloren met 5-0. In Rotterdam bleef de schade mede door inzet van Eshuijs beperkt tot een 2-3-nederlaag. Bijzonder is dat hij een van de tweeëntwintig spelers was die meedeed in een proefwedstrijd tussen twee Nederlands elftallen, in april 1906 gehouden in Den Haag. In beide wedstrijden stond hij naast Ben Stom.